# 妖怪ウォッチバスターズ2 秘宝伝説バンバラヤー ソード/マグナム
『妖怪ウォッチバスターズ2 秘宝伝説バンバラヤー ソード/マグナム』（ようかいウォッチバスターズツー ひほうでんせつバンバラヤー ソード/マグナム）は、レベルファイブより2017年12月16日 発売のゲームソフト。

## 概要
『 妖怪ウォッチバスターズ 赤猫団/白犬隊』の続編 で、『妖怪ウォッチ3 スシ/テンプラ』（Ver.2.0以降）、『妖怪ウォッチ3 スキヤキ』に収録のミニゲーム『バスターズT（トレジャー）』を独立ゲーム化。 『ソード』『マグナム』2バージョンが同時発売された。
なお、発売と同時期に劇場版アニメ『映画 妖怪ウォッチ シャドウサイド 鬼王の復活』が公開されており、作中に直接『シャドウサイド』シリーズの妖怪は登場しないものの、やり込み要素の「ともだちの輪」で映画登場妖怪と同名の妖怪を揃えたり、さすらい闘技場に蛇王カイラ、映画入場特典のQRコード連動で不動明王が登場するなど、シリーズを示唆する要素が含まれている。

## ストーリー
ニューヨーマシティーに所在する、ジバニャンやウィスパーらのバスターズチームの拠点とするバスターズハウスに1億円の家賃滞納が発覚し、10日以内に払わないと追い出されてしまう危機を回避するため、かつて海賊が財宝を残したという伝説の残る「カラクリ島」へ発掘に向かう。秘宝を狙うブンドリー一家、大妖怪カナエンデス、大秘宝妖怪ヨーデルセンの復活を企むアレ・バッチーノ、魔人バンバラヤーなど様々な妖怪と対峙する。

## ゲームシステム
バスターズキャンプで妖怪4体でチームを組み、ランダムに生成されるダンジョンを探検し、アイテムを集めたり敵妖怪を倒しながら、階段を使いフロアを移動して、最終地点のビッグボスを倒す事が一連の流れになっている。妖怪各自の通常攻撃や必殺技が使用できるほか、主要武器であるトレジャーギアは「マグナム」「チェーンソード」「スナイパー」のモードを切り替え、フィールド上に点在するギアソウルを消費することで使用できる。フィールド上の「ヌーキューブ」はトレジャーギアを使うと、効率よく破壊することができる。
- ダンジョン内の敵妖怪を倒すと「ともだち」を希望されることがあり、ハートマークのゲージにタイミングよくボタンを押す事で「ともだち」にすることができる。
- ダンジョン内ではランダムに「バンバラヤー!!」の掛け声が起こり、一定時間敵・味方妖怪に様々な効果が発生する。
- 「ストーン」を使用することで「秘宝妖怪」などの特別なビッグボスのいるダンジョンに挑戦できる。秘宝妖怪とは勝利後にランダムで現れるヌーパーツ獲得で「ともだち」にすることができる。
- 4人までのマルチプレイに対応。

## 登場キャラクター
ゲームストーリーでは妖怪のみ登場する。基本設定は『妖怪ウォッチバスターズ 赤猫団/白犬隊』に準ずる。

### バスターズチーム
ウィスパー
声 - 関智一
バスターズの元隊長。
ジバニャン
声 - 小桜エツコ
今作でのある一言がバスターズへの1億円負債の原因となった。インディ・ジョーンズ風衣装のT（トレジャー）ジバニャンに着替えが可能。
コマさん
声 - 遠藤綾
探検家風衣装の「Tコマさん」に着替えが可能。
USAピョン
声 - 重本ことり
ストーリー途中から参加する。ソフトの2バージョン連動で探検家風衣装の「T-USAピョン」に着替えが可能。
インディ・J（ジョーズ）
声 - 高橋英則
「大大大冒険家」を自称するサメ妖怪。妹シンディを人間から元の妖怪に戻すためバスターズに協力する。
ゾン・ビー・C（チョッパー）
声 - 佐藤拓也
半身がゾンビとなった妖怪。元の人間に戻るためバスターズに協力する。
ネコ2世
声 - 悠木碧
とある国の王子を自称するネコ妖怪。
ヒュードロイド／ヒューボ
声 - 永田亮子
ロボット型トレジャーギア。ダンジョンでバスターズに付き従い、隠された「ヌーキューブ」を発見する。

### バスターズキャンプ
ブリー隊長
声 - Motsu
バスターズチームを率いる隊長。
ナメクジ軍曹
声 - 矢部雅史
ブリー隊長の側につく。
でんじん親方（でんじん）
声 - 佐藤智恵
アイテムやヒュードロイドの強化をする。
ホノボーノさん（ホノボーノ）
声 - 矢部雅史
メンバー編成や武器の割り当てなどを行う。
ふぶきちゃん（ふぶき姫）
声 - 遠藤綾
海沿いのリゾートチェアでくつろいでいる。
ガシャどくろT
声 - 奈良徹
カラクリ島に住むガシャどくろ。事前にルーレットでガシャを回せる数を決定する。
Mr. スコップ
声 - 芽衣
自ら発掘したアイテムを渡してくれる。

### その他
ドヤ・オサ
声 - 宮澤正
カラクリ島の先住民ドヤガリ族の長老。「ぶっちゃけすごいべ？」が口癖。

## 連動

### 作品間連動
『ソード』『マグナム』
2バージョン連動でT-USAピョンが出現する。
妖怪ウォッチバスターズ 赤猫団/白犬隊
『赤猫団』連動でBジバニャン、『白犬隊』連動でBコマさんが出現する。
妖怪ウォッチ3 スシ/テンプラ、妖怪ウォッチ3 スキヤキ
『スシ』連動でスシジバ、『テンプラ』連動で天コマ、『スキヤキ』連動でUSA豆腐が出現する。
妖怪ウォッチ ぷにぷに
ダウンロード番号入力で『ソード』ではぷにじろう、『マグナム』ではぷにフユが出現する（2020年2月14日発行終了）。

### 玩具との連動
妖怪メダル
QRコードをカメラで読み取る事で、ガシャコインやアイテムを入手できる。
秘宝妖怪メダルとエンブレムを揃えて連動させると、秘宝妖怪のダンジョンへ無制限に挑戦できる「∞ストーン」が入手できる。
バスターズトレジャーシリーズ
DX妖怪ポッドなどで作った「妖気」をメダルにチャージ してNFC連動する事で、パワーアップ効果や特別なダンジョンに入る事ができる。

## 主題歌

### オープニングテーマ
「剣の舞人」（ソード）
「タイムマシーンをちょうだい」（マグナム）
作詞 - motsu&高木貴司 / 作曲・編曲 - 菊谷知樹 / 歌 - キング・クリームソーダ.

### エンディングテーマ
「ああ情熱のバンバラヤー」
作詞・楽曲プロデューサー - 高木貴司 / 作曲・編曲 - 菊谷知樹 / 歌 - LinQ